# Easley Blackwood (bridger)
Easley R. Blackwood sr., (25 juni 1903 – 27 maart 1992) was een Amerikaanse bridgespeler en bedenker van de Blackwoodconventie ( of: Azen vragen), een biedconventie in het kaartspel bridge. Hij werd geboren in Birmingham, Alabama, Verenigde Staten, maar woonde bijna zijn hele leven in Indianapolis, Indiana, Verenigde Staten. 
Vanaf zijn 17e tot zijn pensioen in 1964 werkte hij voor de Metropolitan Life Insurance Company. Daarna werd hij oprichter/eigenaar van Blackwood Bridge Enterprises, een  bridgeclub met onder andere evenementen op luxe cruiseschepen. Van 1968 tot 1971 was hij voorzitter van de (American Contract Bridge League (ACBL).  
Als bridgespeler won hij enkele regionale titels in America, de “Midwest Men’s Pairs”  in 1944 en de “Southern Conference Open Teams” in 1962. Hij was tevens lid van de Amerikaanse Bridge Spelregels Commissie. In 1980 werd hij erelid van de ACBL.
Blackwood schreef diverse boeken over bridge: "Bridge Humanics" (1949), "Blackwood on Bidding" (1956), "Blackwood on Slams" (1970), "How You Can Play Winning Bridge With Blackwood" (1977), "Play of the Hand With Blackwood" (1978) and "The Complete Book of Opening Leads" (1983).  Hij schreef tevens veel tijdschrift-artikelen, sommige onder de schuilnaam Ernest Wormwood.
De Blackwoodconventie werd zeer succesvol, veel meer dan Easley Blackwood zelf ooit gedacht had. Een opmerkelijk citaat van hemzelf is dat "Blackwood niet bedoeld is om slem te bieden, maar juist om te weten wanneer men geen slem moet bieden".